# Roger de Lacy (crociato)
Roger de Lacy (1170 – 1211) è stato un militare, nobile e crociato inglese, noto per aver difeso il castello di Château Gaillard durante l'assedio francese del 1203-1204.